# Estadio Fortunato Bonelli
Pour les articles homonymes, voir Bonelli.
 (mars 2025).
Si vous disposez d'ouvrages ou d'articles de référence ou si vous connaissez des sites web de qualité traitant du thème abordé ici, merci de compléter l'article en donnant les références utiles à sa vérifiabilité et en les liant à la section « Notes et références ».
Estadio Fortunato Bonelli  est une salle multisports couverte à San Nicolás de los Arroyos située dans la province de Buenos Aires. Bien qu’étant multisports, elle est essentiellement consacrée au basket-ball. C’est l’antre du Belgrano San Nicolás.